# ألكوبينداس
ألكوبينداس (بالإنجليزية: Alcobendas) هي مدينة وبلدية في منطقة الحكم الذاتي وتقع في منطقة مدريد في وسط إسبانيا. تبلغ مساحة هذه المدينة 44.98 (كم²)، ويبلغ عدد سكانها 107514 نسمة حسب إحصاء سنة 2008 م.

## المناخ
يظهر الجدول التالي التغييرات المناخية على مدار السنة لألكوبينداس:
| البيانات المناخية لـألكوبينداس    | البيانات المناخية لـألكوبينداس | البيانات المناخية لـألكوبينداس | البيانات المناخية لـألكوبينداس | البيانات المناخية لـألكوبينداس | البيانات المناخية لـألكوبينداس | البيانات المناخية لـألكوبينداس | البيانات المناخية لـألكوبينداس | البيانات المناخية لـألكوبينداس | البيانات المناخية لـألكوبينداس | البيانات المناخية لـألكوبينداس | البيانات المناخية لـألكوبينداس | البيانات المناخية لـألكوبينداس | البيانات المناخية لـألكوبينداس |
| الشهر                             | يناير                          | فبراير                         | مارس                           | أبريل                          | مايو                           | يونيو                          | يوليو                          | أغسطس                          | سبتمبر                         | أكتوبر                         | نوفمبر                         | ديسمبر                         | المعدل السنوي                  |
| --------------------------------- | ------------------------------ | ------------------------------ | ------------------------------ | ------------------------------ | ------------------------------ | ------------------------------ | ------------------------------ | ------------------------------ | ------------------------------ | ------------------------------ | ------------------------------ | ------------------------------ | ------------------------------ |
| متوسط درجة الحرارة الكبرى °م (°ف) | 11 (51)                        | 12 (53)                        | 15 (59)                        | 17 (62)                        | 21 (70)                        | 27 (81)                        | 32 (90)                        | 32 (89)                        | 28 (82)                        | 20 (68)                        | 14 (58)                        | 11 (52)                        | 20 (68)                        |
| متوسط درجة الحرارة الصغرى °م (°ف) | 1 (33)                         | 2 (35)                         | 3 (37)                         | 5 (41)                         | 8 (46)                         | 12 (54)                        | 16 (60)                        | 16 (60)                        | 13 (55)                        | 8 (47)                         | 4 (39)                         | 2 (36)                         | 7 (45)                         |
| متوسط أيام هطول الأمطار           | 15                             | 18                             | 21                             | 24                             | 25                             | 21                             | 22                             | 21                             | 22                             | 20                             | 15                             | 17                             | 241                            |
| المصدر: Weatherbase               |                                |                                |                                |                                |                                |                                |                                |                                |                                |                                |                                |                                |                                |

## توأمة
لألكوبينداس اتفاقيات توأمة مع:
- ابيني-سور-سين

## أعلام
- بينيلوب كروز
- ألفريدو بيريث روبالكابا
- ماركوس بيريز خيمينيز
- لولا فلوريس

## وصلات خارجية
- الموقع الرسمي